# Jurgis Gedminas
Jurgis Gedminas (1902, data de morte desconhecida) foi um ciclista de estrada lituano que competiu no ciclismo nos Jogos Olímpicos de Verão de 1928, representando a Lituânia.